# Хами (пустыня)
Хами (кит. упр. 哈密沙漠, пиньинь Hāmì Shāmò; уйг. Қумул Қумлуқи) — часть пустыни Гоби на северо-востоке Синьцзян-Уйгурского автономного района Китая. Расположена между горными системами Тянь-Шань на севере и Бэйшань на юге. На западе соединяется с пустыней Лупа.
Летом 1879 года пустыню пересёк известный русский путешественник Николай Пржевальский.